# Cáncer
El término cáncer es el nombre común que recibe un conjunto de enfermedades relacionadas en las que se observa un proceso descontrolado en la división de las células del cuerpo. Según la definición de Rupert Allan Willis, un patólogo australiano, una neoplasia es una masa anormal de tejido cuyo crecimiento excede el de los tejidos normales y no está relacionado con estos, que persiste del mismo modo excesivo aún después de finalizar el estímulo que le dio origen. Puede comenzar de manera localizada y diseminarse a otros tejidos circundantes. En general, conduce a la muerte del paciente si este no recibe tratamiento adecuado. Se conocen más de cien tipos diferentes de cáncer. Los más comunes son: de piel, de pulmón, de mama y colorrectal.
El cáncer se menciona en documentos históricos muy antiguos, como el Papiro Edwin Smith del Antiguo Egipto en el año 1600 a. C. los cuales hacen una descripción de la enfermedad. Se cree que el médico Hipócrates fue el primero en utilizar el término carcinos. El uso por Hipócrates del término carcinos (‘relativo al cangrejo’) se debe a que relacionó la forma del crecimiento anormal con el cuerpo del cangrejo. El término cáncer proviene de la palabra griega karkinos, equivalente al latino cáncer. El cáncer es el resultado de dos procesos sucesivos, la proliferación de un grupo de células, denominado tumor o neoplasia, y la capacidad invasiva que les permite colonizar y proliferar en otros tejidos u órganos, proceso conocido como metástasis.
La malignidad del cáncer es muy variable, según la agresividad de sus células y demás características biológicas de cada tipo tumoral. En general, el comportamiento de las células cancerosas se caracteriza por carecer del control reproductivo que requiere su función original, perdiendo sus características primitivas y adquiriendo otras que no les corresponden, como la capacidad de invadir de forma progresiva y por distintas vías a órganos próximos (metástasis), con crecimiento y división más allá de los límites normales del órgano, diseminándose por el organismo fundamentalmente a través del sistema linfático o el sistema circulatorio, y ocasionando el crecimiento de nuevos tumores en otras partes del cuerpo alejadas de la localización original.
Las diferencias entre tumores benignos y malignos consisten en que los primeros son de crecimiento lento, no se propagan a otros tejidos y rara vez recidivan tras ser extirpados, mientras que los segundos son de crecimiento rápido, se propagan a otros tejidos, recidivan con frecuencia tras ser extirpados y provocan la muerte en un periodo variable de tiempo, si no se realiza tratamiento. Los tumores malignos tienen repercusiones graves, puesto que estas células consumen los nutrientes que necesitan otros órganos. Estas masas cancerosas cada vez mayores consumen nutrientes y energía. Mientras crece un tumor, este crea vasos sanguíneos (angiogénesis) para alimentarse, ya que requiere energía, de modo que "mata de hambre" a los órganos que lo rodean. Los tumores benignos pueden recurrir localmente en ciertos casos, pero no suelen dar metástasis a distancia ni matar al portador, con algunas excepciones. Las células normales al entrar en contacto con las células vecinas inhiben su multiplicación, pero las células malignas no tienen este freno. La mayoría de los cánceres forman tumores sólidos, pero algunos no, por ejemplo la leucemia.
El cáncer puede afectar a personas de todas las edades, incluso a fetos, pero el riesgo de sufrir los más comunes se incrementa con la edad. El cáncer causa cerca del 13% de todas las muertes. De acuerdo con la Sociedad Americana Contra el Cáncer, 7,6 millones de personas murieron por esta enfermedad en el mundo durante el año 2007.
El proceso por el cual se produce el cáncer (carcinogénesis) es causado por anormalidades en el material genético de las células. Estas anormalidades pueden ser provocadas por distintos agentes carcinógenos, como la radiación ionizante, ultravioleta, productos químicos procedentes de la industria, del humo del tabaco y de la contaminación en general, o de agentes infecciosos como el virus del papiloma humano o el virus de la hepatitis B. Otras anormalidades genéticas cancerígenas son adquiridas durante la replicación normal del ADN, al no corregirse los errores que se producen durante dicho proceso, o bien son heredadas y, por consiguiente, se presentan en todas las células desde el nacimiento y originan mayor probabilidad de que se presente la enfermedad. Existen complejas interacciones entre el material genético y los carcinógenos, un motivo por el que algunos individuos desarrollan cáncer después de la exposición a carcinógenos y otros no. Nuevos aspectos epigenéticos como la metilación del ADN y los microARNs, están siendo estudiados como importantes factores a tener en cuenta por su implicación. Las anormalidades genéticas encontradas en las células cancerosas pueden consistir en una mutación puntual, translocación, amplificación, deleción, y ganancia o pérdida de un cromosoma completo. Existen genes que son más susceptibles a sufrir mutaciones que desencadenen cáncer. Esos genes, cuando están en su estado normal, se llaman protooncogenes, y cuando están mutados se llaman oncogenes. Lo que esos genes codifican suelen ser receptores de factores de crecimiento, de manera que la mutación genética hace que los receptores producidos estén permanentemente activados, o bien codifican los factores de crecimiento en sí, y la mutación puede hacer que se produzcan factores de crecimiento en exceso y sin control.
Medidas para prevenir muchos tipos de cáncer incluyen no fumar, mantener un peso saludable, no excederse en el consumo de alcohol, una alimentación equilibrada (abundantes verduras y frutas, granos integrales en lugar de refinados, baja cantidad de carnes procesadas y rojas), vacunar contra determinadas enfermedades infecciosas y evitar exposiciones excesivas a la luz solar. La inflamación crónica y ciertas enfermedades autoinmunes se asocian con la aparición de malignidad. Entre ellas, la enfermedad celíaca no diagnosticada o no tratada es la que tiene las asociaciones más fuertes y más extensas; se relaciona con un aumento del riesgo de desarrollar todo tipo de cánceres, siendo la probabilidad de desarrollar cánceres gastrointestinales un 60% superior a la de la población general. La dieta sin gluten estricta tiene un papel protector y es la única opción para prevenir contra ciertos raros tipos de cáncer en celíacos, muy agresivos.
El tratamiento del cáncer debe ser multidisciplinario, pues exige la cooperación entre distintos profesionales. Se fundamenta principalmente en tres pilares: cirugía, quimioterapia y radioterapia. Otras posibilidades de tratamiento incluyen la hormonoterapia, inmunoterapia, nuevas dianas terapéuticas no citotóxicas y el trasplante de médula.
Por término medio, los cánceres afectan a personas cada vez más jóvenes desde hace décadas. Los expertos achacan este fenómeno a factores de riesgo en alza, como la mala alimentación, la obesidad y el sedentarismo.

## Etimología
La palabra «cáncer» proviene del griego καρκίνος, cangrejo. Los médicos griegos Hipócrates y Galeno, entre otros, explicaron esto por similitudes que notaron entre los tumores cancerosos y los cangrejos.

## Clasificación
El cáncer se clasifica según el tejido a partir del cual las células cancerosas se originan. El diagnóstico está, en gran medida, influenciado por el tipo de tumor y la extensión de la enfermedad. Frecuentemente, en estados iniciales, los síntomas pueden ser interpretados como procedentes de otras patologías. Aunque las primeras manifestaciones de la enfermedad provienen de síntomas, análisis de sangre o radiografías. El diagnóstico definitivo requiere un examen histológico con microscopio. La clasificación histológica tras la biopsia de la lesión, sirve para determinar el tratamiento más adecuado.
Una vez detectado, se trata con la combinación apropiada de cirugía, quimioterapia y radioterapia, dependiendo del tipo, localización y etapa o estado en el que se encuentre. En los últimos años se ha producido un significativo progreso en el desarrollo de medicamentos que actúan específicamente en anormalidades moleculares de ciertos tumores y minimizan el daño a las células normales. No obstante, a pesar de las mejoras continuas de las tasas de curación, algunas formas de cáncer continúan presentando mal pronóstico.

### Nomenclatura
| Tejido                                    | Benigno              | Maligno (cáncer)                              |
| ----------------------------------------- | -------------------- | --------------------------------------------- |
| Piel                                      | Papiloma             | Carcinoma espinocelular Carcinoma basocelular |
| Tejido glandular                          | Adenoma Cistoadenoma | Adenocarcinoma Cistoadenocarcinoma            |
| Melanocitos                               | Nevus                | Melanoma                                      |
| Tejido fibroso                            | Fibroma              | Fibrosarcoma                                  |
| Tejido adiposo                            | Lipoma               | Liposarcoma                                   |
| Cartílago                                 | Condroma             | Condrosarcoma                                 |
| Hueso                                     | Osteoma              | Osteosarcoma                                  |
| Músculo liso                              | Leiomioma            | Leiomiosarcoma                                |
| Músculo estriado                          | Rabdomioma           | Rabdomiosarcoma                               |
| Endotelio vasos sanguíneos                | Hemangioma           | Hemangiosarcoma                               |
| Endotelio vasos linfáticos                | Linfangioma          | Linfangiosarcoma                              |
| Células precursoras de la sangre y afines |                      | Leucemia, Linfoma Mieloma múltiple            |

Todos los tumores, benignos y malignos, tienen dos componentes básicos en su estructura: Las células proliferantes que forman el tumor propiamente dicho y constituyen el parénquima, y su estroma de sostén, constituido por tejido conectivo y vasos sanguíneos, este último está formado por tejidos no tumorales cuya formación ha sido inducida por el propio tumor. La nomenclatura oncológica se basa en el componente parenquimatoso. Se usan dos criterios de clasificación: el tejido del que derivan y su carácter benigno o maligno.
El 90 % de los tumores son generados por células epiteliales, denominándose carcinomas. Los sarcomas derivados de células del tejido conectivo o muscular. Las leucemias, linfomas, y mielomas, originados por células de la sangre, y los neuroblastomas y gliomas, que derivan de células del sistema nervioso.
- Tumores benignos: su nombre acaba en el sufijo oma. Dependiendo del tejido del que procedan, pueden ser: fibroma (tejido conjuntivo fibroso), mixoma (tejido conjuntivo laxo), lipoma (tejido adiposo), condroma (tejido cartilaginoso), etc. Algunos de los tumores benignos derivados de tejido epitelial terminan con el sufijo "adenoma" porque el tejido epitelial de origen forma glándulas.

- Tumores malignos o cáncer: su nombre suele acabar en el sufijo sarcoma o carcinoma, pero muchos de ellos, como el melanoma, seminoma, mesotelioma y linfoma, son de carácter maligno a pesar de que su nombre tiene una terminación similar a la de los tumores benignos (sufijo oma).
  - Carcinomas. Las neoplasias malignas de origen epitelial se denominan carcinomas, vocablo derivado del latín carcinōma y este a su vez del griego καρκίνωμα,[26] y representan el 80 % de los tumores malignos; por ejemplo: carcinoma epidermoide o escamoso, carcinoma basocelular, adenocarcinoma, cistoadenocarcinoma, coriocarcinoma, carcinoma de pene, carcinoma de pulmón, carcinoma de colon, carcinoma de mama, etc.[13]
  - Sarcomas. Los cánceres que derivan de los tejidos mensenquimatosos o mesodermo se denominan sarcomas (del griego sarcos, "carnoso"); por ejemplo: liposarcoma, condrosarcoma, osteosarcoma.[13]
  - Gliomas. Los tumores que proceden del tejido nervioso son los gliomas, realmente no se trata de un tumor derivado de células nerviosas, sino de uno de los tipos celulares encargados de su sostén, las células gliales. Algunas de las variedades de gliomas son el glioblastoma, oligodendroglioma y ependimoma.[13]
  - Leucemias y linfomas. Son cánceres hematológicos derivados del tejido mieloide o linfoide, respectivamente.[13]

### Conceptos semejantes
- Neoplasia. Significa, según sus raíces etimológicas, "tejido de nueva formación". Neoplasia se aplica generalmente a los tumores malignos (proliferaciones de células con comportamiento rebelde), por lo que en el lenguaje médico se utiliza habitualmente como sinónimo de cáncer. Sin embargo, el término puede emplearse de manera genérica, donde significará simplemente tumor, tanto benigno como maligno.[27]
- Tumor. Inicialmente, el término tumor se aplicó a la tumefacción, hinchazón, "bulto" o aumento localizado de tamaño, en un órgano o tejido. Incluso, el concepto aún se aplica cuando se dice que los cuatro signos cardinales de la inflamación son tumor, dolor, calor y rubor. Con el transcurso del tiempo, se olvidó el sentido no neoplásico de la palabra tumor y ahora el término es el equivalente o sinónimo de neoplasia; por lo tanto, se dice que hay tumores benignos y malignos.[27] Aunque la palabra no suele usarse, el término cancro, igualmente derivado del latín cancer, -cri, también es sinónimo de tumor o cáncer.[28] Ésta es la palabra común en italiano o en el portugués de Portugal.

- Cáncer. La palabra cáncer deriva del latín y, como la derivada del griego karkinos (καρκίνος), significa 'cangrejo'. El nombre proviene de que algunas formas de cáncer avanzan adoptando una forma abigarrada, con ramificaciones que se adhieren al tejido sano, con la obstinación y forma similar a la de un cangrejo marino. Se considera a veces sinónimo de los términos neoplasia y tumor; sin embargo, el cáncer siempre es una neoplasia o tumor maligno.[27]

- Oncología. El término oncología proviene del griego "onkos", tumor. Es la disciplina de la salud que estudia los tumores o neoplasias, sobre todo malignos.[27]

## Epidemiología
| Cáncer de pulmón        | 31 % |
| Cáncer de próstata      | 10 % |
| Cáncer de colon y recto | 8 %  |
| Cáncer de páncreas      | 6 %  |
| Leucemia                | 4 %  |
| Hígado y vesícula       | 4 %  |

| Cáncer de pulmón        | 26 % |
| Cáncer de mama          | 15 % |
| Cáncer de colon y recto | 9 %  |
| Cáncer de páncreas      | 6 %  |
| Cáncer de ovario        | 6 %  |
| Leucemia                | 4 %  |

- Frecuencia: el cáncer es la segunda causa de muerte. Las muertes por cáncer están aumentando. Se estima que a lo largo del siglo XXI el cáncer será la principal causa de muerte en los países desarrollados. A pesar de esto, se ha producido un aumento en la supervivencia media de los pacientes diagnosticados de cáncer.[30]

- Tipo: la frecuencia relativa de cada tipo de cáncer varía según el sexo y la región geográfica. El cáncer de pulmón es el más frecuente en el mundo para el total de los dos sexos especialmente en los varones, mientras que en las mujeres es el de mama.[31] En Estados Unidos, excluyendo el cáncer de piel, los más frecuentes en varones son el de pulmón, próstata y colorrectal, mientras que en mujeres el primero es el de pulmón, seguido por el cáncer de mama y el colorrectal.[29] En Europa, en varones, el cáncer de próstata es el más frecuente, seguido del cáncer de pulmón y el de colon y recto. En mujeres, el más frecuente es el cáncer de mama, seguido del colorrectal y el de pulmón.[32]

- Para conocer los casos nuevos de cáncer que se diagnostican en una población a lo largo de un periodo de tiempo, se utilizan los denominados registros poblacionales de cáncer, los cuales se ocupan de recoger de una forma sistemática, continuada y estandarizada la información necesaria para obtener datos de incidencia de cáncer y estudiar su distribución por edad, sexo, características tumorales, así como su evolución a lo largo del tiempo.[33]

## Etiología

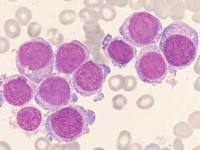
Células causantes de leucemia.

No se debe pensar en el cáncer como una enfermedad de causa única, sino más bien como el resultado final de una interacción de múltiples factores de riesgo. La gran mayoría de los cánceres, aproximadamente el 90-95 % de los casos, tiene como causa factores ambientales. El 5-10 % restante se debe a factores genéticos.
La expresión "factores ambientales" se refiere no solo a la contaminación, sino a cualquier causa que no se hereda genéticamente, como el estilo de vida, los factores económicos y de comportamiento.
Alrededor de un tercio de las muertes por cáncer se debe a los cinco principales riesgos conductuales y dietéticos: índice de masa corporal alto, baja ingesta de frutas y verduras, falta de actividad física, consumo de tabaco y consumo de alcohol. El consumo de tabaco es la causa de alrededor del 20 % de las muertes por cáncer. Ciertas infecciones virales (como la hepatitis B, la hepatitis C y el virus del papiloma humano) son responsables de hasta el 20 % de las muertes por cáncer en los países subdesarrollados o en vías de desarrollo.
Con excepción de las transmisiones raras que ocurren en los embarazos y solo unos casos marginales en donantes de órganos, el cáncer en general no es una enfermedad transmisible.

### Productos químicos
La exposición a determinadas sustancias se ha relacionado con tipos específicos de cáncer. Estas sustancias se denominan carcinógenos.
El consumo de tabaco causa el 90 % del cáncer de pulmón. También produce cánceres en la cabeza y cuello, cáncer de laringe, de esófago, de vejiga, de estómago, de riñón y de páncreas. El humo del tabaco contiene más de cincuenta carcinógenos conocidos, incluyendo nitrosaminas e hidrocarburos aromáticos policíclicos. El tabaco es responsable de aproximadamente un tercio de todas las muertes por cáncer en el mundo desarrollado y una de cada cinco en todo el mundo.
En Europa occidental, el 10 % de los cánceres en los hombres y el 3 % de los cánceres en las mujeres se atribuyen a la exposición al alcohol, especialmente el cáncer de hígado y del tracto digestivo.
Se cree que el cáncer relacionado con la exposición a sustancias en el trabajo puede representar entre el 2-20 % de todos los casos. Cada año, al menos 200 000 personas mueren en todo el mundo de cáncer relacionado con sus lugares de trabajo. Millones de trabajadores corren el riesgo de desarrollar ciertos tipos de cáncer, como el de pulmón y el mesotelioma por la inhalación de humo de tabaco o las fibras de amianto, o leucemia por la exposición al benceno.

### Factores dietéticos y ejercicio
Ciertos factores dietéticos, la inactividad física y la obesidad están relacionados con hasta 30-35 % de las muertes por cáncer. Se cree que la inactividad puede contribuir al riesgo de desarrollar cáncer, no solo a través de su efecto sobre el peso corporal, sino también por los efectos negativos sobre el sistema endocrino y el sistema inmunológico.

### Infección
En todo el mundo, aproximadamente el 18 % de las muertes por cáncer están relacionadas con enfermedades infecciosas. Esta proporción varía en diferentes regiones del mundo, con el máximo en África (25 %) y menos del 10 % en el mundo desarrollado.
Los virus que pueden causar cáncer se denominan oncovirus. Estos incluyen el virus del papiloma humano (cáncer cervical), el virus de Epstein-Barr (enfermedad linfoproliferativa de tipo B y carcinoma de nasofaringe o cavum), el human herpesvirus 8 (sarcoma de Kaposi), los virus de la hepatitis B y la hepatitis C (carcinoma hepatocelular) y el virus linfotrópico de células T humanas (leucemias de células T). Ciertas infecciones bacterianas también pueden aumentar el riesgo de cáncer, como se ve en el cáncer de estómago inducido por Helicobacter pylori. Las infecciones parasitarias fuertemente asociados con el cáncer incluyen Schistosoma haematobium (cáncer de vejiga) y los trematodos hepáticos Opisthorchis viverrini y Clonorchis sinensis (cáncer de las vías biliares).

### Radiación

El melanoma es un tumor maligno de la piel cuya aparición se ve favorecida por exposiciones prolongadas sin protección a la radiación solar.

Hasta un 10 % de los cánceres invasivos están relacionados con la exposición a radiación, incluyendo tanto la radiación ionizante y la radiación no ionizante. La gran mayoría de los cánceres no invasivos son cánceres de piel no melanoma, causados por la radiación ultravioleta no ionizante, principalmente de la luz solar. Las fuentes de radiación ionizante incluyen imágenes médicas y el gas radón.
La radiación ionizante no es un mutágeno particularmente fuerte. Es una fuente más potente de riesgo de desarrollar cáncer cuando se combina con otros agentes cancerígenos, como por ejemplo la combinación de la exposición al gas radón más el consumo de tabaco. Los niños y adolescentes tienen el doble de probabilidades de desarrollar leucemia inducida por la radiación que los adultos. La exposición a la radiación durante la gestación tiene un efecto diez veces más potente. El uso médico de la radiación ionizante es una pequeña, pero creciente, fuente de cánceres inducidos por la radiación. Se puede utilizar para tratar otros tipos de cáncer, pero esto puede, en algunos casos, inducir una segunda forma de cáncer. También se utiliza en algunos tipos de imágenes médicas, con fines diagnósticos.
La exposición prolongada a la radiación ultravioleta del sol puede provocar melanomas y otros tumores malignos de piel. Las evidencias demuestran que la radiación ultravioleta, especialmente UVB, es la causa de la mayoría de los cánceres de piel no melanoma, que son las formas más comunes de cáncer en el mundo.
La radiación no ionizante de radiofrecuencia procedente de los teléfonos móviles, la transmisión de energía eléctrica y otras fuentes similares, se ha descrito como un posible carcinógeno por la Agencia Internacional para la Investigación del Cáncer (International Agency for Research on Cancer, IARC). Sin embargo, los estudios no han encontrado una relación consistente entre la radiación de los teléfonos móviles y el riesgo de cáncer.

### Genética
Las alteraciones genéticas que provocan el cáncer consisten en mutaciones que inactivan genes cuya función es limitar la división celular y eliminar células muertas o defectuosas. En otras ocasiones, las mutaciones potencian la acción de genes que favorecen el movimiento y la multiplicación de las células afectadas.
Una única mutación en el material genético celular no es capaz de transformar una célula sana en cancerosa; por el contrario, se requieren múltiples mutaciones, las cuales pueden producirse por la acción de agentes cancerígenos externos como la radiactividad, o ser debidas a errores internos en la replicación y corrección del ADN. Estas mutaciones deben provocar alguna alteración en la secuencia de protooncogenes y genes supresores de tumores, los cuales son los encargados de regular el ciclo celular y la muerte celular programada (apoptosis). Una pequeña subpoblación de las células que componen el tumor está formada por las células madre del cáncer, las cuales juegan un papel crucial en la iniciación, persistencia y diseminación de la enfermedad, así como en la resistencia a la acción de los fármacos que se emplean como tratamiento. Las células madres del cáncer son clave para entender la génesis de un tumor maligno.
La gran mayoría de los cánceres no son hereditarios. Sin embargo, algunas personas tienen un riesgo muy alto de padecer cáncer a lo largo de su vida, por presentar en su material genético ciertos genes heredados que hacen más probable la aparición de la enfermedad, por ejemplo familias que presentan mutaciones en los genes BRCA1 y BRCA2, tienen alta probabilidad de desarrollar cáncer de mama. Por otra parte, algunas enfermedades hereditarias predisponen a la aparición de diferentes tipos de cáncer:
- Síndrome de Lynch. Predisposición familiar al cáncer de colon, cáncer de recto y otros tumores malignos.[56]
- Poliposis adenomatosa familiar. Presentan predisposición a presentar cáncer de colon.[57]
- Neoplasia endocrina múltiple. Aparecen frecuentemente tumores de las glándulas endocrinas, como insulinoma, feocromocitoma o cáncer de tiroides.[58]
- Síndrome de Peutz-Jeghers. Los afectados presentan riesgo aumentado de cáncer gástrico e intestinal.[59]
- Síndrome de Gorlin. Predisposición a la aparición de cáncer de piel de tipo carcinoma basocelular.[60]
- Neurofibromatosis. Pueden presentar glioma, meduloblastoma, neurinoma y otros tumores.

Menos del 0,3 % de la población es portadora de una mutación genética que tenga un gran efecto sobre el riesgo de cáncer y estos causan menos del 3-10 % de todos los cánceres.

### Agentes físicos
Algunas sustancias causan cáncer principalmente a través de su efecto físico, en vez de químico, sobre las células. Un ejemplo destacado es la exposición al amianto (fibras minerales de origen natural que son una importante causa de mesotelioma). Otras sustancias en esta categoría, incluyendo tanto las de origen natural y como las fibras sintéticas similares al amianto, son la wollastonita, la atapulgita, la lana de vidrio y la lana de roca, las cuales se cree que tienen efectos similares. Materiales con partículas no fibrosas que causan cáncer incluyen el polvo metálico de cobalto y níquel, y la sílice cristalina (cuarzo, cristobalita y tridimita). Por lo general, los carcinógenos físicos deben entrar en el cuerpo (por ejemplo, a través de la inhalación de pequeñas partículas) y requieren años de exposición para llegar a desarrollar cáncer.

### Hormonas
Algunas hormonas juegan un papel en el desarrollo del cáncer, mediante la promoción de la proliferación celular. Los factores de crecimiento insulínico desempeñan un papel clave en la proliferación de células cancerosas, la diferenciación celular y la apoptosis, lo que sugiere la posible participación en la carcinogénesis.
Las hormonas son agentes importantes en los cánceres relacionados con el sexo, como el cáncer de mama, de endometrio, de próstata, de ovario y de testículo, y también en el cáncer de tiroides y el cáncer de hueso. Por ejemplo, las hijas de mujeres con cáncer de mama tienen niveles significativamente más altos de estrógenos y progesterona en comparación a las hijas de las mujeres sin cáncer de mama. Estos niveles hormonales más altos pueden explicar por qué estas mujeres tienen mayor riesgo de desarrollar un cáncer de mama, incluso en ausencia de factores genéticos. Del mismo modo, los hombres de ascendencia africana tienen niveles significativamente más altos de testosterona que los hombres de ascendencia europea, con un nivel correspondientemente mucho más alto de cáncer de próstata. Los hombres de ascendencia asiática, que presentan los niveles más bajos de testosterona, tienen los niveles más bajos de cáncer de próstata.
Las personas obesas tienen mayores niveles de algunas hormonas asociadas con el cáncer y una mayor tasa de esos tipos de cáncer. Las mujeres que toman terapia de reemplazo hormonal tienen un mayor riesgo de desarrollar cánceres relacionados con las hormonas. Por otro lado, las personas que hacen más ejercicio que la media tienen menores niveles de estas hormonas, y menor riesgo de cáncer. El osteosarcoma puede ser provocado por la hormona del crecimiento.

### Autoinmunidad e inflamación
La evidencia demuestra que la inflamación crónica y la autoinmunidad se asocian con el desarrollo de malignidad. Además, los pacientes con un tumor maligno primario pueden desarrollar enfermedades autoinmunes.
De estas relaciones observadas, la enfermedad celíaca tiene las asociaciones más fuertes y más extensas, y se relaciona con un aumento del riesgo de desarrollar todo tipo de cánceres. Los más frecuentes son los relacionadas con linfomas no Hodgkin de células B o T, bien sean intestinales o de otros órganos. La probabilidad de desarrollar cánceres gastrointestinales es un 60 % superior al de la población general. El riesgo es mayor en las personas con enfermedad celíaca sin diagnosticar y disminuye tiempo después del diagnóstico, probablemente debido a la adopción de la dieta sin gluten estricta, que parece tener un papel protector contra el desarrollo de cánceres en los celíacos, y es la única opción para prevenir contra ciertos raros tipos de cáncer, muy agresivos. No obstante, el frecuente retraso en el diagnóstico de la enfermedad celíaca aumenta la probabilidad de desarrollar malignidad. El efecto protector de la dieta sin gluten es especialmente eficaz cuando se inicia durante el primer año de vida.
Otras condiciones que demuestran extensas asociaciones con el cáncer, principalmente neoplasias del intestino, incluyen la enfermedad de Crohn y la colitis ulcerosa, agrupadas bajo la denominación de enfermedad inflamatoria intestinal. Otras enfermedades autoinmunes como la artritis reumatoide y el lupus eritematoso sistémico, que afectan a múltiples órganos y sistemas, tienen asociaciones significativas tanto con el desarrollo de tipos focales de cáncer en todo el cuerpo como con neoplasias linfoproliferativas y hematológicas.
A diferencia de la mayoría de las enfermedades inflamatorias crónicas y autoinmunes, la esclerosis múltiple se asocia inversamente con el desarrollo del cáncer en la mayoría de los sistemas y órganos.

### Permeabilidad intestinal aumentada

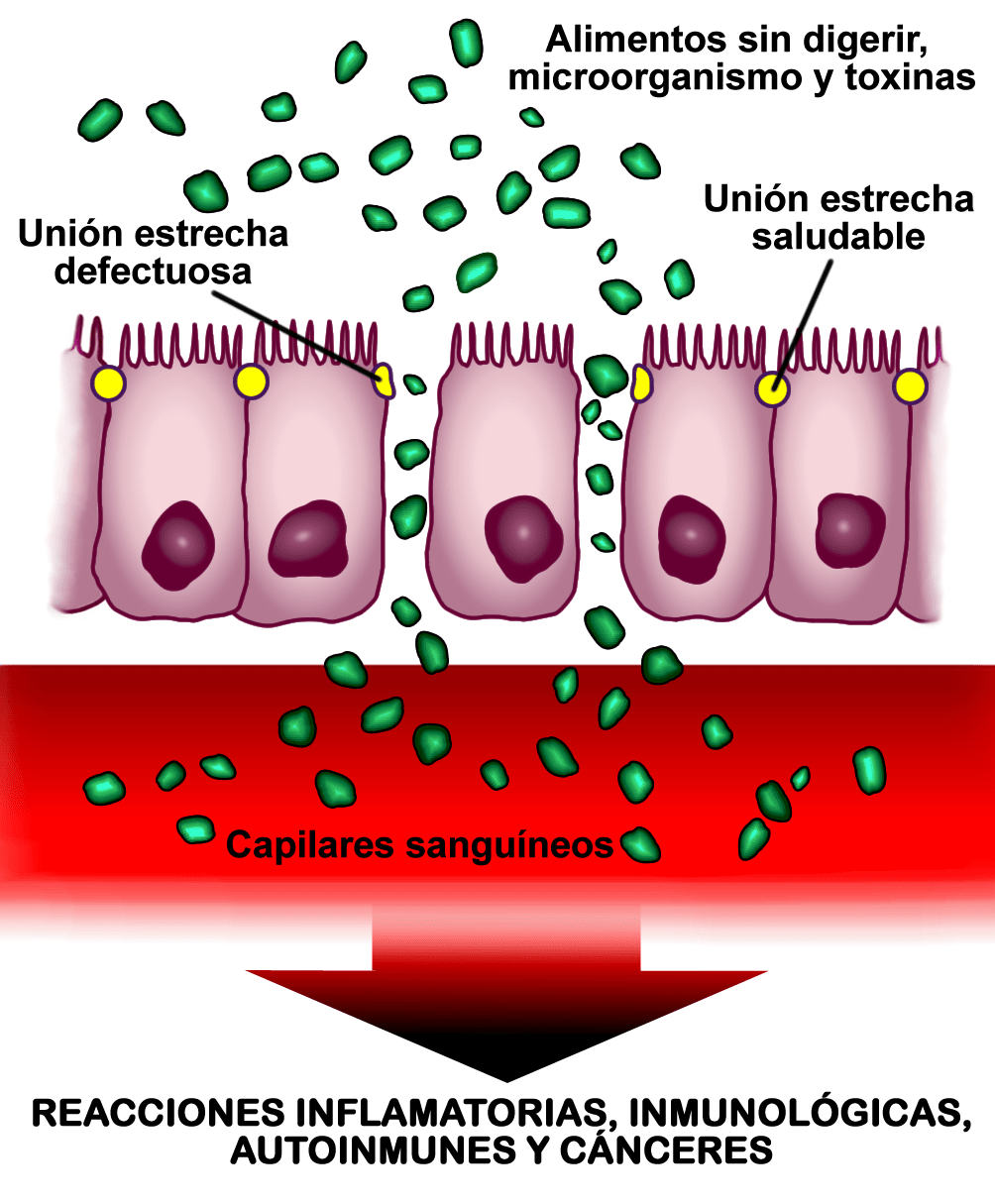
Esquema de la pared del intestino con permeabilidad aumentada.

La zonulina es el único modulador fisiológico de las uniones estrechas intercelulares bien conocido actualmente; está implicada en el tráfico de macromoléculas y, por tanto, en el balance tolerancia/respuesta inmune. La función principal de la zonulina es regular el flujo de moléculas entre el intestino y el torrente sanguíneo, aflojando las uniones estrechas intercelulares para permitir el paso de nutrientes y bloqueando el paso de macromoléculas (fragmentos de nutrientes incompletamente digeridos) y microorganismos del intestino proximal. Cuando hay una sobreproducción de zonulina, se abren las uniones estrechas de la pared intestinal (aumenta la permeabilidad intestinal), el intestino pierde su capacidad de barrera protectora y pasan al torrente sanguíneo macromoléculas que no deberían pasar, lo que puede ocasionar (tanto en el intestino como en otros órganos) reacciones autoinmunes, inflamatorias y trastornos neoplásicos, en personas con predisposición genética.
Los dos factores más potentes que desencadenan la liberación de zonulina y provocan aumento de la permeabilidad intestinal son ciertas bacterias intestinales y la gliadina (proteína que forma parte del gluten), independientemente de la predisposición genética, es decir, tanto en celíacos como en no celíacos. Otras posibles causas son la prematuridad, la exposición a la radiación y la quimioterapia.
Una revisión sistemática de la literatura reveló que la molécula precursora de haptoglobina (HP) 2 (identificada como zonulina, por lo que los dos términos se pueden utilizar indistintamente), representa un biomarcador de varias condiciones patológicas, incluyendo enfermedades autoinmunes, cáncer y enfermedades del sistema nervioso. Un dato interesante es que los genes relacionados con estas tres clases de enfermedades se han mapeado en el cromosoma 16.
Los principales cánceres cuya relación con la zonulina ha sido probada o se sospecha, son:
- Glioma (cáncer de cerebro o de médula espinal).
- Cáncer de mama.
- Adenocarcinoma de pulmón.
- Cáncer de ovario.
- Cáncer de páncreas.
- Carcinoma oral de células escamosas.
- Carcinoma hepatocelular con infección por el virus de la hepatitis C.

En general, se acepta que la interacción entre los factores ambientales y los genes de susceptibilidad específicos es la responsable de la aparición de enfermedades autoinmunes, cánceres, infecciones y alergias. Menos del 10 % de aquellas personas con una mayor susceptibilidad genética desarrollan la enfermedad, lo que sugiere la participación de un fuerte desencadenante ambiental, que afecta también al progreso y pronóstico de la enfermedad. En la mayoría de los casos, el aumento de la permeabilidad intestinal aparece antes que la enfermedad y desencadena el proceso multiorgánico que provoca el desarrollo de enfermedades sistémicas, como el cáncer.
El descubrimiento del papel de la permeabilidad intestinal en el desarrollo de estas enfermedades desbarata las teorías tradicionales y sugiere que estos procesos pueden ser detenidos si se impide la interacción entre los genes y los factores ambientales desencadenantes, a través del restablecimiento de la función de la barrera intestinal dependiente de la zonulina.

## Patogenia

### Mecanismos supresores de tumores
La transformación maligna de las células normales consiste en la adquisición progresiva de una serie de cambios genéticos específicos que se producen desobedeciendo los fuertes mecanismos antitumorales que existen en todas las células normales. Estos mecanismos incluyen:
- La regulación de la transducción de señales. Se estima que más del 20 % de los genes incluidos en el genoma humano codifican proteínas encargadas de la transducción de señales. La acumulación de mutaciones que alteran estos sistemas, principalmente los que controlan los procesos de división y multiplicación celular, tiene una gran importancia en la aparición del cáncer.[69]
- La apoptosis. La muerte celular programada o apoptosis, es una forma de muerte celular que está desencadenada por señales celulares controladas genéticamente. La apoptosis tiene una función muy importante en los organismos, pues hace posible la destrucción de las células dañadas genéticamente, evitando la aparición de enfermedades como el cáncer.[70]
- La reparación del ADN. Es un conjunto de procesos mediante los cuales una célula identifica y corrige los daños producidos en las moléculas de ADN que codifican el genoma, evitando la aparición de mutaciones.[71]

Una causa de fallo en la función supresora de tumores es la formación de aductos en el ADN, uniones entre el material genético y alguno de los componentes químicos presentes en el tabaco y otras sustancias o carcinógenos, lo cual implica errores en el proceso de replicación y transcripción, que concluirá con la formación de mutaciones en genes supresores de tumores como P53.

### Morfología y crecimiento tumoral

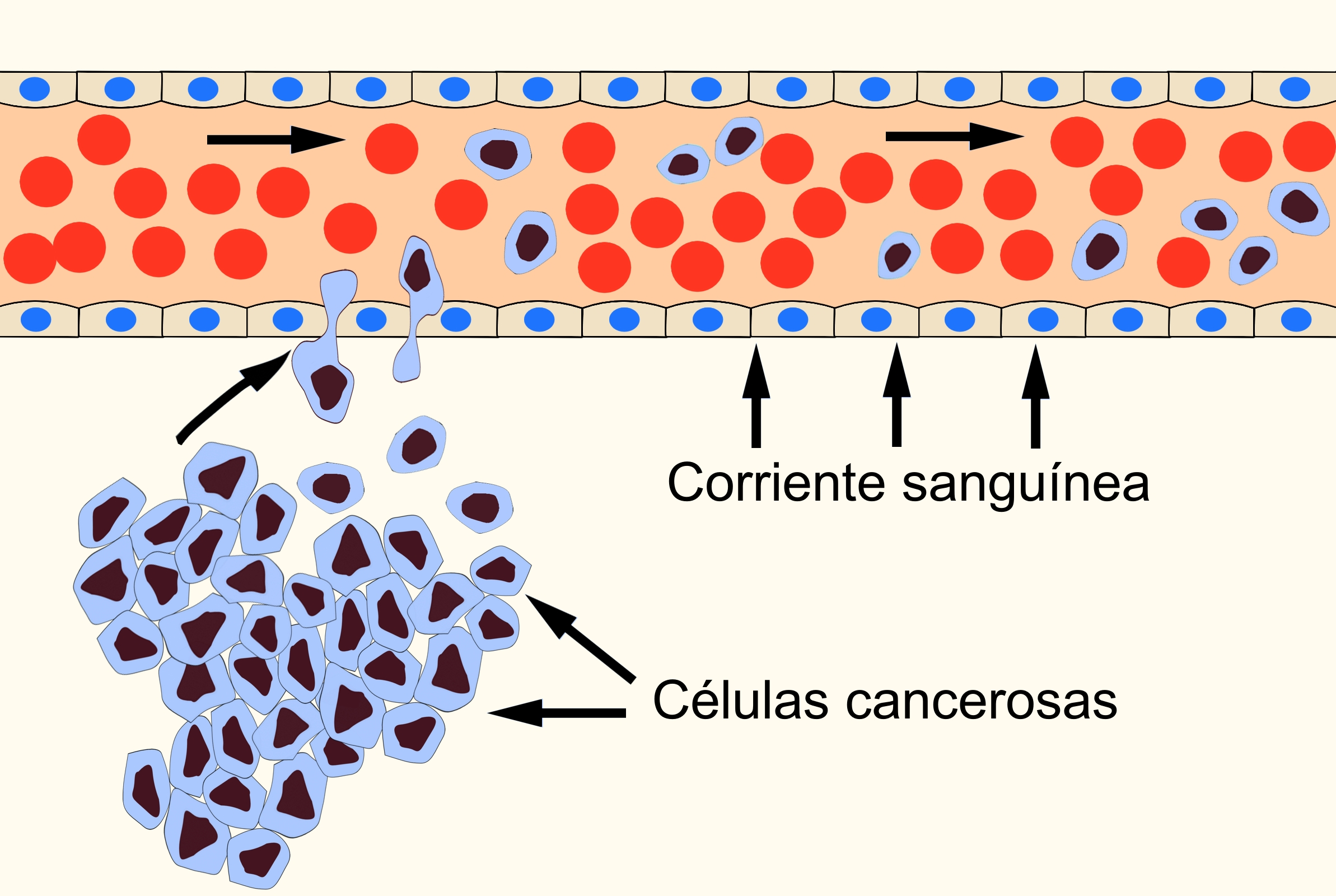
Las células cancerosas son capaces de alcanzar el torrente sanguíneo desde donde de diseminan a otros lugares del organismo (metástasis).

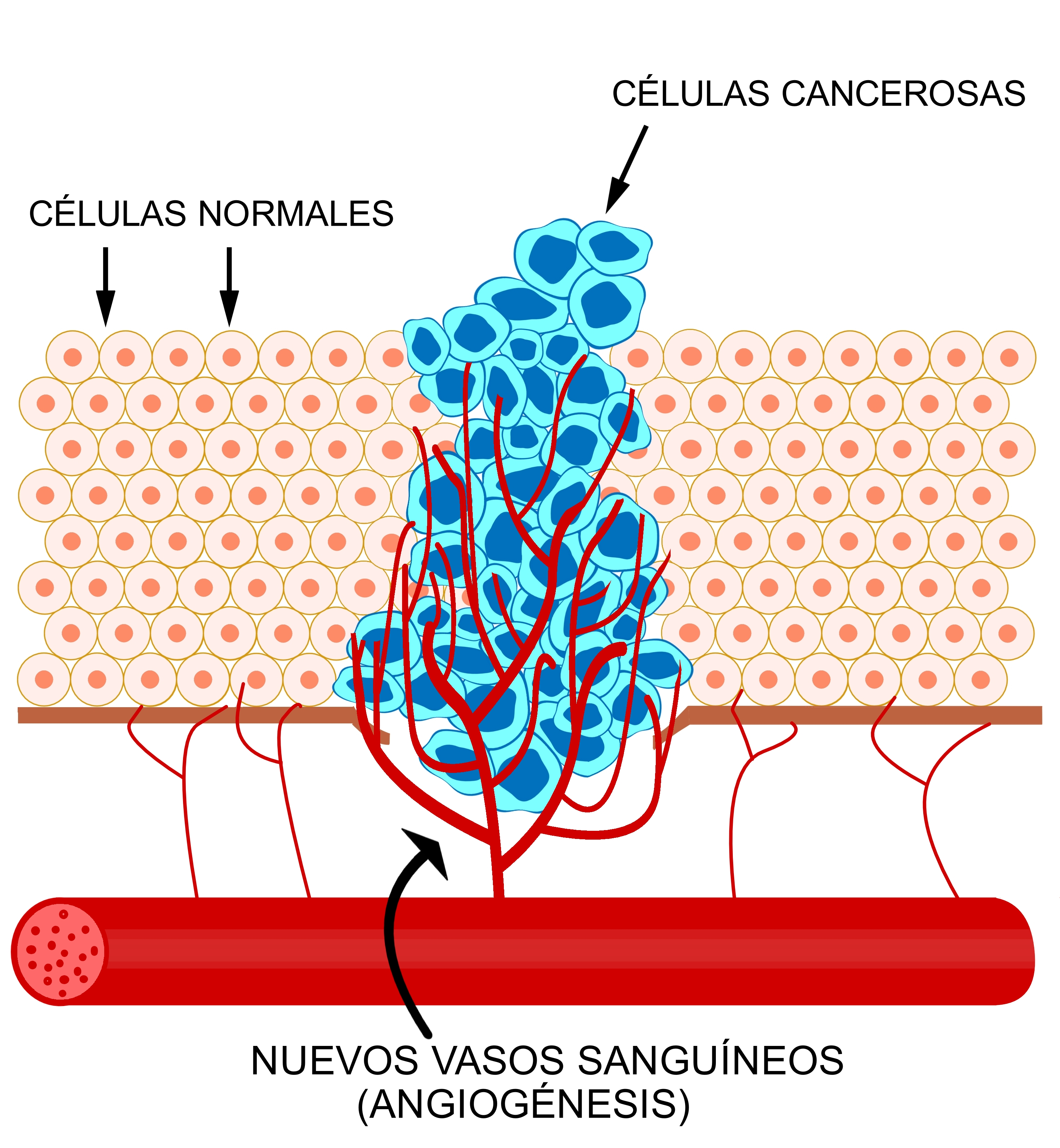
Proceso de formación de nuevos vasos sanguíneos (angiogénesis) en los tumores malignos.

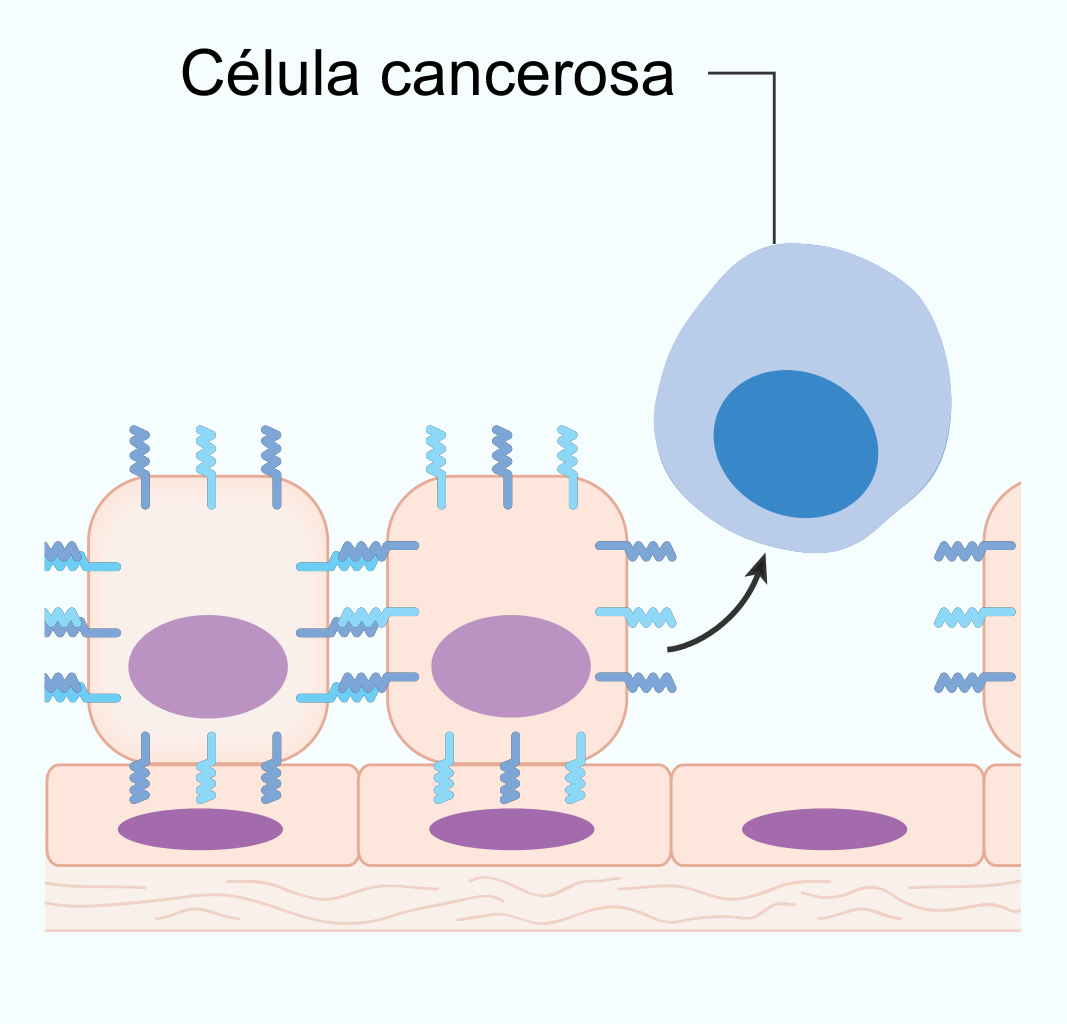
Célula cancerosa que ha perdido las moléculas de adhesión celular, lo que facilita el proceso de diseminación.

Las células tumorales tienen una morfología alterada que depende de la diferenciación y de la anaplasia. La diferenciación celular de un tumor es el grado en el que las células cancerosas se asemejan a las células no cancerosas de las que proceden, tanto morfológica como funcionalmente. Las células sanas que constituyen el organismo están muy diferenciadas, lo que les permite realizar funciones específicas. Generalmente, los tumores benignos son bien diferenciados y los tipos de cáncer varían desde los muy diferenciados hasta los indiferenciados. Un grado de diferenciación bajo indica que las células tumorales son muy diferentes a lo que deberían ser para desarrollar las funciones habituales en el organismo. La anaplasia es la ausencia de diferenciación que conlleva a una falta de especialización o de función celular. Cuanto más indiferenciado sea un cáncer, mayor es su malignidad y más alta es su velocidad de crecimiento.
El crecimiento del cáncer es descontrolado y acelerado por un proceso de división celular continuo. Además las células tumorales son capaces de infiltrar o penetrar en los tejidos normales e invadirlos, destruyendo las células normales del órgano afectado que pierde su función. También viajan a través de los vasos sanguíneos o linfáticos a otras partes del organismo, produciendo tumores hijos o metástasis. Las principales características de los tumores malignos son las siguientes:
- Angiogénesis: es la capacidad de formar nuevos vasos sanguíneos a partir de vasos preexistentes por medio de la secreción de ciertas sustancias, como el factor de crecimiento del endotelio vascular (VEGF), responsables de la formación de extensas redes de capilares y vasos sanguíneos nuevos. Los nuevos vasos son indispensables para la nutrición de las células tumorales y de las metástasis y le permite al parénquima tumoral tener un gran aporte de oxígeno y nutrientes, lo cual favorecerá su crecimiento y proliferación a mayor velocidad y distancia. Esta capacidad se encuentra generalmente ausente en neoplasias benignas.[74]
- Pérdida de adherencia celular: las células tumorales para poder diseminarse deben ser capaces de romper su unión con la estructura del tejido en el que se originan. En el cáncer la adhesión entre células se reduce por la pérdida de las moléculas de adhesión celular (MAC), las cuales son proteínas localizadas en la superficie de la membrana celular, que están implicadas en la unión con otras células o con la matriz extracelular.[75]
- Proteólisis: las células tumorales producen enzimas proteolíticas (proteasas) que degradan la matriz extracelular y favorecen la expansión y diseminación del tumor.[76]
- Movilidad: es la migración de las células malignas, algunas de las cuales abandonan el tumor primario, viajan a un sitio alejado del organismo por medio del sistema circulatorio o linfático y se establecen como un tumor secundario de las mismas características que el primitivo (metástasis).[77]
- Metástasis. En general, lo que diferencia un tumor maligno de otro benigno, es la capacidad que poseen sus células de lograr una trasvasación exitosa (o metastatizar), que se define como la capacidad que posee una célula tumoral de infiltrarse al torrente sanguíneo o linfático, mediante la ruptura de moléculas de adhesión celular que sujetan a las células a la membrana basal, con posterior destrucción de esta última. Esta característica se adquiere luego de sucesivas alteraciones en el material genético celular. Los órganos en los que se producen metástasis con más frecuencia son huesos, pulmones, hígado y cerebro. No obstante, distintos tipos de cáncer tienen preferencias individuales para propagarse a determinados órganos.[75]

### Genética
El cáncer es una enfermedad genética producida por la mutación en determinados genes que pueden ser de tres tipos:
- Oncogenes: son genes mutados que promueven la división celular, procedentes de otros llamados protooncogenes (los cuales tienen una función normal), encargados de la regulación del crecimiento celular. Su herencia sigue un patrón autosómico dominante. Suelen ser receptores de membrana (hormonas y otros factores). Hay más de 100 oncogenes descritos.[78]
- Genes supresores tumorales: son los encargados de detener la división celular y de provocar la apoptosis. Cuando se mutan estos genes la célula se divide sin control. Suelen ser factores de control transcripcional y traduccional. Cuando pierden su función normal (por deleción, translocación, mutación puntual) se originan tumores.
- Genes de reparación del ADN: cuando el sistema de reparación es defectuoso como resultado de una mutación adquirida o heredada, la tasa de acumulación de mutaciones en el genoma se eleva a medida que se producen divisiones celulares. Según el grado en que estas mutaciones afecten a oncogenes y genes supresores tumorales, aumentará la probabilidad de padecer neoplasias malignas.

### Marcadores genéticos
| Gen                                 | Tipo de cáncer                                             |
| ----------------------------------- | ---------------------------------------------------------- |
| BRCA1, BRCA2                        | Mama, ovario, páncreas                                     |
| HNPCC, MLH1, MSH2, MSH6, PMS1, PMS2 | Colon, útero, intestino delgado, estómago, tracto urinario |

## Diagnóstico

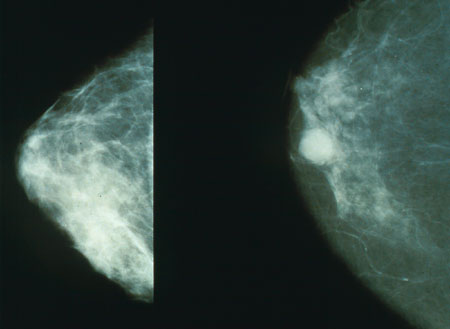
Mamografía de una mama normal a la izquierda y de cáncer de mama a la derecha.

Para el diagnóstico del cáncer, el primer paso es una historia clínica realizada por el médico, para determinar si existe algún síntoma sospechoso en el paciente. Los síntomas pueden ser muy variados, dependiendo del órgano afectado, por ejemplo esputos con sangre en el cáncer de pulmón, hemorragia en las heces en el cáncer de colon, dificultad para orinar en el cáncer de próstata o la aparición de un nódulo palpable en el cáncer de mama. El segundo paso consiste generalmente en realizar una prueba complementaria, para confirmar la sospecha, puede consistir en radiografía de pulmón, de mama (mamografía), endoscopia u otros estudios como análisis de sangre, ecografías, resonancia magnética nuclear o tomografía axial computerizada. Para llegar al diagnóstico de certeza, suele ser necesario tomar una muestra del tumor (biopsia), para realizar un estudio histológico del tejido. También se realizan algunos estudios especiales moleculares o genéticos, algunos de los cuales se citan a continuación.

### Biomarcadores
Son moléculas que se encuentran en la sangre o en los tejidos tumorales y no se expresan habitualmente en una célula normal. Su presencia puede hacer sospechar la existencia de un proceso patológico, o bien indica si existe riesgo de desarrollarlo, o informa del pronóstico y la respuesta a una terapia concreta. Se pueden estudiar marcadores proteómicos (proteínas), genómicos, cromosómicos o anomalías génicas en oncogenes o genes supresores de tumores. La concentración elevada de un biomarcador tumoral nunca es diagnóstica del cáncer, puede sugerir la posibilidad de la enfermedad, pero es preciso utilizar otras pruebas como biopsia para alcanzar el diagnóstico. Puede ser de utilidad en algunos casos determinar su concentración antes y después del tratamiento para valorar la evolución de un proceso canceroso ya diagnosticado. Algunos de los marcadores más estudiados son:
- HER2: es un gen que codifica una proteína llamada receptor 2 del factor de crecimiento epidérmico humano. Esta proteína es un receptor esencial para el crecimiento y división de las células normales, pero se sobreexpresa en diversos tumores, por ejemplo el 25 % de los cánceres de mama son de tipo HER2 positivo, por lo que producen un exceso de la proteína HER2 y tienden a ser más agresivos y presentan tasas más altas de recaídas.[84][85]

- Genes Ras: codifican para proteínas que forman parte de la cascada de fosforilación desde la tirosina kinasa hasta la kinasa mitogénica. Las mutaciones en K-Ras (12p12) son las más comunes en los cánceres humanos. Se encuentran en los codones 12, 13, 22 y 61 del gen y codifican la región que se une a GTP, dejando la proteína activa permanentemente (se activan con la unión de GTP). Dichas mutaciones se pueden analizar mediante polimorfismo de conformación de cadena simple (SSCP), secuenciación directa, pirosecuenciación, biochips.[86]

- Fusión EWS/FLI: la fusión de estos dos genes está presente en el 85 % de los casos de Sarcoma de Ewing. Este tumor es un cáncer agresivo que afecta principalmente al hueso y está causado por una translocación entre los cromosomas 11 y 22, la cual fusiona el gen EWS del cromosoma 22 con el gen FLI1 del cromosoma 11. La proteína de fusión resultante se puede detectar por inmunohistoquímica, también se puede estudiar la mutación mediante RT-PCR.[87]

- TP53: el gen supresor de tumores TP53, conocido como el guardián del genoma, está situado en el cromosoma 17 humano. Se encuentra mutado en más del 50 % de todos los tipos de cáncer y codifica una proteína cuya deficiencia provoca inestabilidad genómica y la acumulación de mutaciones que ocasionan la aceleración en el desarrollo de los tumores malignos.[88]

- Gen ATM (11q22): codifica para una fosfatidil inositol quinasa implicada en la reparación de daños en el ADN y control del ciclo celular. Mutaciones en este gen causan la Ataxia-Telangiectasia y predisponen a sufrir cáncer. También provoca inmunodeficiencias: leucemias y linfomas. Las mutaciones se pueden detectar mediante secuenciación completa del gen, SSCP o mediante un test funcional (se irradia un cultivo celular, se añade colchicina y se analizan los cariotipos para calcular las anomalías por célula).[89]

- Pérdida de heterocigosidad: pérdida en el tumor de la copia correcta del gen supresor tumoral. Se estudia mediante la amplificación de marcadores ligados a los alelos de interés.[90][91]

### Gradación y estadificación

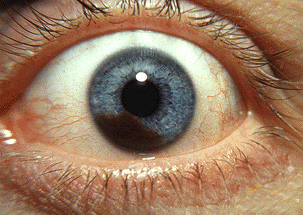
El melanoma de iris, como el que se observa en la imagen, es un tumor maligno que puede diseminarse fácilmente y producir metástasis en otros órganos.

La gradación es un sistema que emplea para clasificar las células cancerosas en cuanto a su diferencia de las células normales observadas al microscopio. El grado histológico, también llamado grado de diferenciación, se refiere a la semejanza que tengan las células del tumor con las células normales del mismo tipo de tejido. Las células bien diferenciadas o de grado 1 se parecen a las células normales, por ello tienden a multiplicarse lentamente y el cáncer es menos agresivo, en cambio las células indiferenciadas o de grado 4, tienden a multiplicarse y extenderse con más rapidez, por lo que se encuentran en cánceres que se comportan con más agresividad.
Grado:
- GX No es posible asignar un grado (Grado indeterminado).
- G1 Bien diferenciado (Grado bajo).
- G2 Moderadamente diferenciado (Grado intermedio).
- G3 Poco diferenciado (Grado intermedio-alto).
- G4 Indiferenciado (Grado alto).

La estadificación se utiliza para describir la gravedad del cáncer basándose en la extensión del tumor original y si el cáncer se ha diseminado en el cuerpo. El sistema más empleado es el TNM (Tumor, Node (nódulo, ganglio) y Metástasis) que valora la enfermedad local (tamaño tumoral), regional (número de ganglios afectados) y diseminación a distancia (presencia de metástasis).
Tamaño del tumor
- TX El tumor primario no puede ser evaluado.
- T0 No hay evidencia de tumor primario.
- Tis Carcinoma in situ (cáncer inicial que no se ha diseminado a tejidos vecinos) se considera como tal al cáncer que no ha franqueado la membrana basal)
- T1, T2, T3, T4 Tamaño y/o extensión del tumor primario.

Ganglios linfáticos regionales
- NX No es posible evaluar los ganglios linfáticos regionales
- N0 No existe complicación de ganglios linfáticos regionales (no se encontró cáncer en los ganglios linfáticos).
- N1, N2, N3 Complicación de ganglios linfáticos regionales (número y/o extensión de diseminación).

Metástasis
- MX No es posible evaluar una metástasis distante.
- M0 No existe metástasis distante (el cáncer no se ha diseminado a otras partes del cuerpo).
- M1 Metástasis distante (el cáncer se ha diseminado a partes distantes del cuerpo).

Elementos comunes de los sistemas de estadificación:
- Sitio del tumor primario.
- Tamaño y número de tumores.
- Complicación de ganglios linfáticos (diseminación del cáncer a los ganglios linfáticos).
- Tipo de célula y grado del tumor (qué tanto se parecen las células cancerosas al tejido normal).
- Presencia o ausencia de metástasis.

## Tratamiento

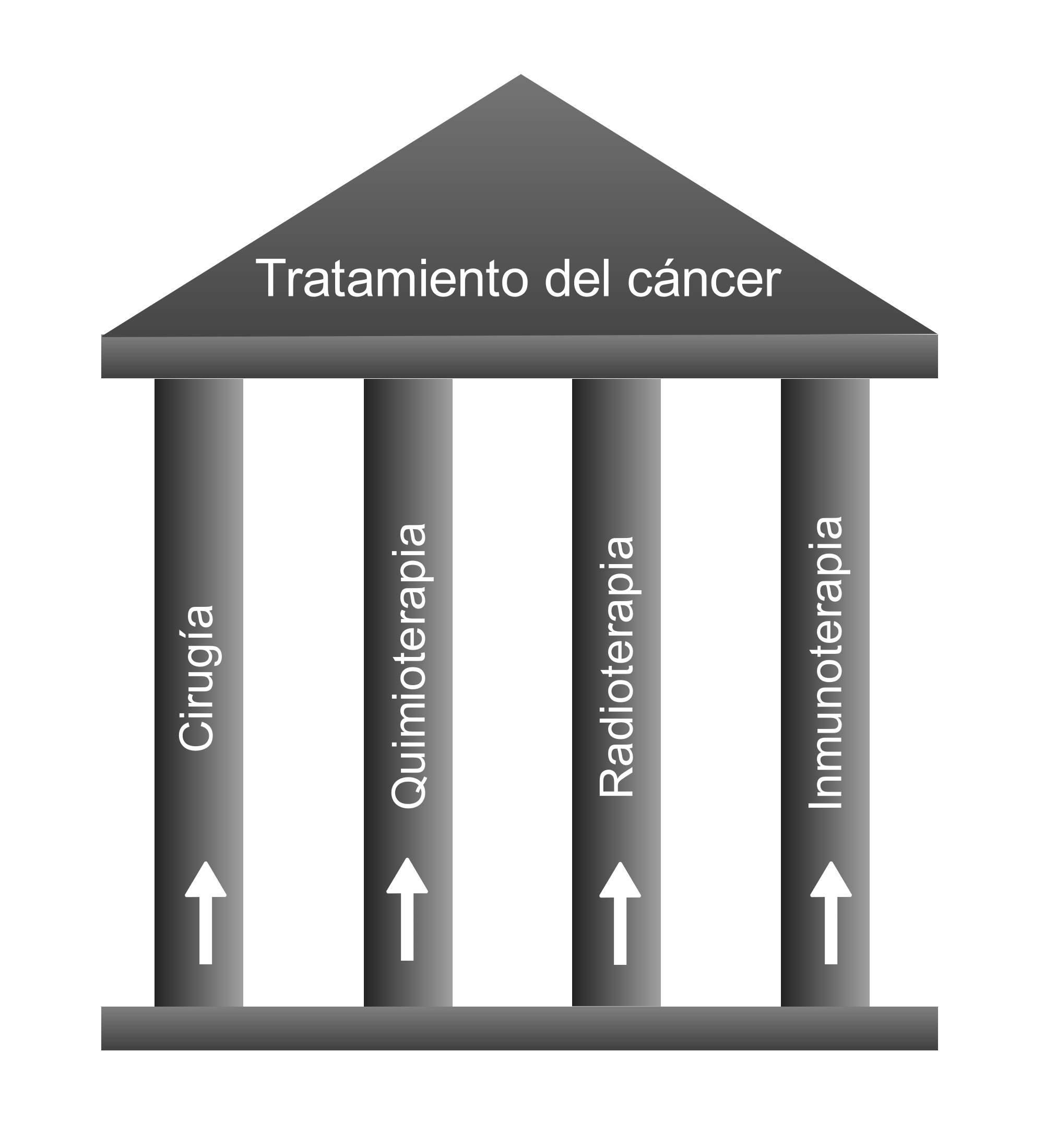
Los cuatro pilares del tratamiento del cáncer.

El tratamiento del cáncer se fundamenta en cuatro pilares: cirugía, quimioterapia, radioterapia e inmunoterapia. Otras posibilidades de tratamiento incluyen la hormonoterapia y el trasplante de médula ósea. El tratamiento debe ser multidisciplinario en todos los casos, pues exige la cooperación entre distintos profesionales: médico de familia, cirujano, radioterapeuta, oncólogo, dermatólogo, neumólogo, ginecólogo, imagenólogo, gastroenterólogo, etc.
La elección del tratamiento más adecuado puede consultarse con el médico si es que existe más de una opción disponible. Si las decisiones sobre el tratamiento son complejas, el paciente podrá solicitar una segunda opinión, y en algunas ocasiones puede participar en un estudio o investigación que se esté realizando en el hospital o sector sanitario donde recibe atención, tales estudios, llamados ensayos clínicos, se diseñan para mejorar las terapias contra cáncer. La respuesta al tratamiento puede ser completa, si se ha producido la desaparición de todos los signos y síntomas de la enfermedad, o parcial, si existe una disminución significativa de todas las lesiones mensurables. En el plan de tratamiento hay que definir si la intención es curativa o paliativa. Dada la incapacidad actual de la ciencia para curar los tipos de cáncer más agresivos en estados avanzados de evolución, en algunas ocasiones es preferible renunciar a la intención curativa y aplicar un tratamiento paliativo que proporcione el menor grado posible de malestar y conduzca a una muerte digna. En todo momento el apoyo emocional cobra una importancia primordial.

### Cirugía
La extirpación del tumor en el quirófano por un cirujano, continúa siendo la base fundamental del tratamiento del cáncer. La cirugía puede ser curativa, cuando se extirpa el tumor en su totalidad, o paliativa, cuando su objetivo es evitar complicaciones inmediatas, intentando por ejemplo evitar el efecto compresivo del tumor maligno sobre un órgano cercano.

### Radioterapia
Consiste en la utilización de radiaciones ionizantes para destruir las células malignas y hacer desaparecer el tumor o disminuir su tamaño. Aunque el efecto de la radiación provoca también daño en las células normales, estas tienden a recuperarse y continuar con su función. Una alternativa es el uso de protones o protonterapia. Otra variante es la braquiterapia que utiliza isótopos radioactivos que se colocan dentro o cerca de la zona que requiere tratamiento.

### Quimioterapia
Consiste en la utilización de una serie de medicamentos que se llaman citostáticos, son sustancias que tienen la capacidad de inhibir la evolución de los tumores malignos restringiendo ciertos mecanismos bioquímicos específicos de la multiplicación de sus células dificultando el proceso de división. Estos medicamentos constituyen un grupo heterogéneo de diversas sustancias que se utilizan de forma preferente, aunque no exclusiva, en el tratamiento del cáncer. Algunas de las más empleadas son la ciclofosfamida, el 5-fluorouracilo y el metotrexato.
Es importante evaluar y comparar la calidad de vida y el estado emocional, (ansiedad y depresión) de los pacientes oncológicos que reciben quimioterapia. Para ello se puede utilizar la Escala de
Ansiedad y Depresión Hospitalaria (HAD) validada en población española de pacientes con
cáncer.

### Inmunoterapia o terapia biológica
Consiste en la utilización de diversas moléculas, entre ellas citocinas y anticuerpos monoclonales como el bevacizumab, cetuximab y trastuzumab, diseñados mediante técnicas de ingeniería genética, que de alguna forma intentan destruir las células cancerosas empleando la capacidad del sistema inmunitario para hacer diana en procesos celulares disfuncionales concretos. El mecanismo de acción de estas sustancias es más específico que el de la quimioterapia y se pretende de esta forma minimizar el daño a las células normales, sin embargo, esta terapia no ha alcanzado el desarrollo de la quimioterapia.
Una técnica novedosa que se encuentra en proceso de investigación es la transferencia adoptiva de linfocitos T que se basa en administrar al paciente sus propios linfocitos, previamente cultivados en el laboratorio.

### Hormonoterapia
Se basa en la utilización de medicamentos que interfieren con la producción de hormonas o en su acción (castración química), con el objetivo de disminuir la velocidad de crecimiento de algunos tipos de cáncer que afectan a tejidos hormonodependientes, como el cáncer de mama, endometrio y ovarios en la mujer, o el de próstata en el varón. Entre los fármacos que pertenecen a este grupo se encuentran los antiestrógenos como el tamoxifeno, los inhibidores de la aromatasa como el letrosol, y los antiandrógenos, como el acetato de ciproterona, y la bicalutamida; la Goserelina o Zoladex también tiene un efecto antihormonal mediante la facilitación de la liberación de la hormona liberadora de gonadotropinas. También se considera terapia hormonal la utilización de la cirugía para eliminar los órganos productores de hormonas, por ejemplo extirpación de ovarios en el cáncer de mama (castración quirúrgica).

### Trasplante de médula ósea
Se aplica principalmente al tratamiento de algunas formas de leucemia y linfoma.

### Terapia génica
Utiliza virus para introducir genes al ADN de las células cancerosas para convertirlas en células no cancerosas. La terapia génica aún se encuentra en fase de experimentación, y uno de los grandes problemas de la terapia génica radica en la ausencia de sistemas portadores adecuados que lleven los genes exactamente a las células diana.

### Dieta
Se recomienda que las pautas de nutrición en el tratamiento del cáncer sean individualizadas. También hay que tener en cuenta que el cáncer no se soluciona siguiendo una mera dieta, así que la alimentación iría orientada a mantener nutrido al paciente y favorecer la curación en la medida de lo posible.

### Aspectos psicológicos
Una vez establecido el diagnóstico, es importante tener en cuenta los aspectos psicológicos. Algunas reacciones al estrés, como el consumo de alcohol, tabaco u otras sustancias adictivas o unas estrategias psicológicas deficientes para afrontar los problemas, pueden perjudicar considerablemente la evolución de la enfermedad. Las líneas de tratamiento psicológico en los pacientes con cáncer se basan en la información al paciente, preparación a la hospitalización y a los efectos secundarios del tratamiento. Es importante asimismo tener en cuenta las relaciones familiares y la adaptación del individuo a los hándicaps que le provoca la enfermedad. Para ello se puede utilizar la Escala de Apoyo Social Percibido (E.A.S.P. Rodrigllez-Marín et al., 1989) para pacientes oncológicos. También sería conveniente valorar el afrontamiento y las creencias de control sobre todo en la etapa de seguimiento. El cáncer puede provocar reacciones psicológicas negativas. No obstante, la lucha al abordar los problemas oncológicos también puede dar lugar a cambios psicológicos positivos que demuestran la fortaleza del ser humano, siendo una de ellas el crecimiento postraumático.

### Cuidados paliativos
Es la atención que se les da a los pacientes con objeto de mejorar su calidad de vida. La meta no es la curación, sino tratar los síntomas de la enfermedad, los efectos secundarios del tratamiento y los problemas psicológicos, derivados. Uno de los aspectos más importantes, aunque no el único, consiste en el tratamiento del dolor.

### Tratamiento personalizado
En la actualidad, la mayor parte de los cánceres se tratan con cirugía, quimioterapia o radioterapia. Estos tratamientos en general son poco específicos. El principal problema de este enfoque es la existencia de células tumorales quiescentes que, con los años, pueden volver a producir un tumor posiblemente más agresivo e invasivo que el anterior.

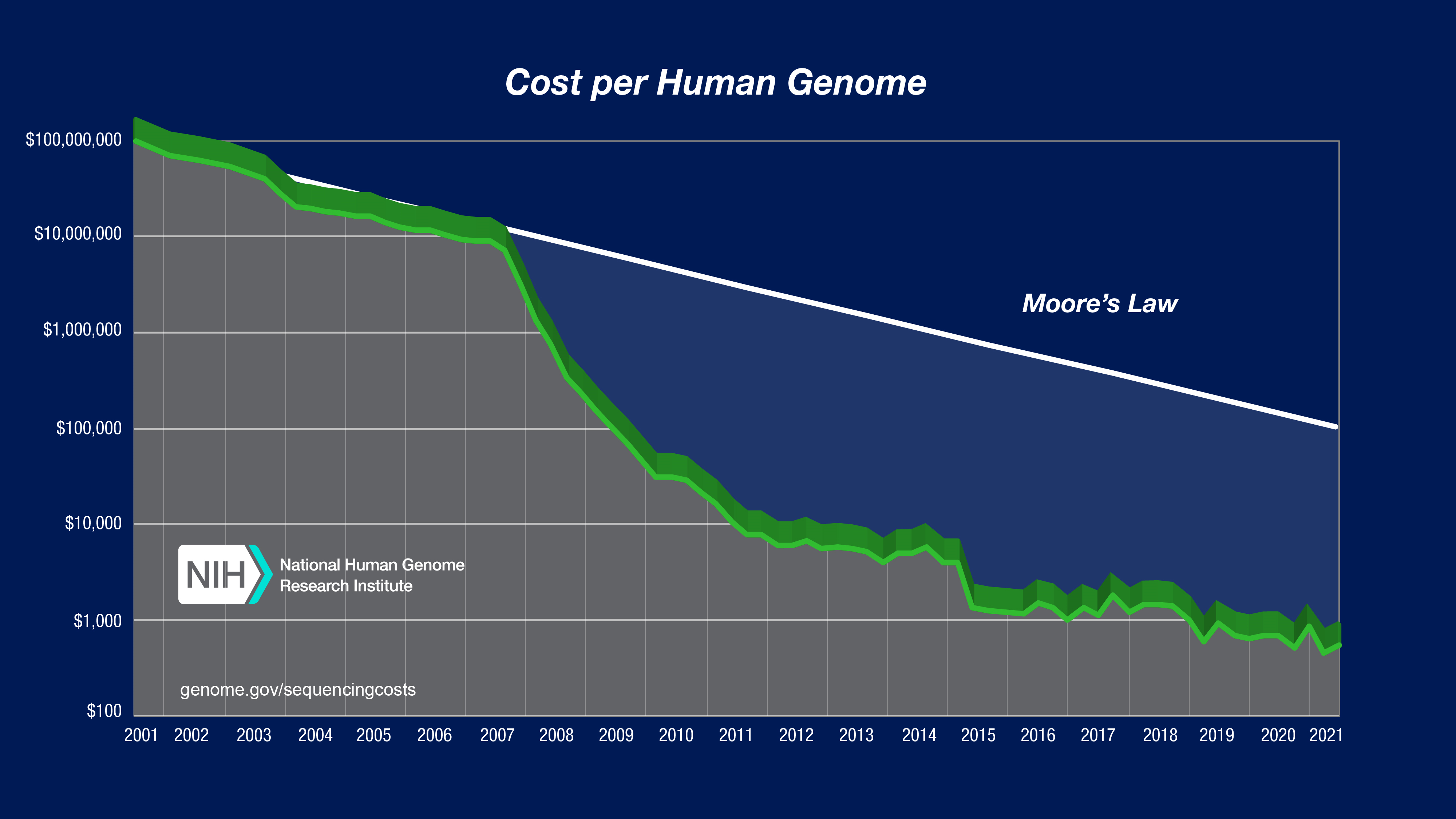
Coste por genoma secuenciado.

La medicina personalizada implica que departamentos de investigación especializados se encarguen de realizar un análisis mucho más exhaustivo que conllevaría tanto técnicas de secuenciación de alto rendimiento, como podría ser un RNA-Seq, para detectar marcadores moleculares específicos del tumor, como la realización de un cribado masivo de fármacos en cultivos derivados de la muestra, lo que permitiría observar las interacciones de las células tumorales del paciente con los distintos tratamientos y a partir de ahí predecir y escoger aquel que obtenga un mejor resultado.
Sin embargo, para muchos este enfoque no es realista. Hacen falta años de investigación sobre los distintos tipos de cáncer, para desarrollar distintos fármacos más específicos y para optimizar las distintas etapas del proceso de manera que la información obtenida por los laboratorios sea fiable y reproducible. Además, el coste que tendría realizar estos estudios todos los pacientes es desorbitado, a pesar de la tendencia descendente que presenta el "coste por genoma". Las investigaciones en curso pretenden optimizar, perfeccionar y consensuar la práctica para que en el día de mañana la medicina personalizada pueda ser una realidad.

## Pronóstico
| Supervivencia media a los 5 años (UE) |      |
| Cáncer de colon y recto               | 53 % |
| Cáncer de pulmón                      | 10 % |
| Melanoma                              | 85 % |
| Cáncer de mama                        | 79 % |
| Cáncer de ovario                      | 34 % |
| Cáncer de próstata                    | 74 % |
| Cáncer de testículo                   | 96 % |
| Enfermedad de Hodgkin                 | 80 % |
| Cáncer de páncreas                    | 5 %  |

Las posibilidades de supervivencia una vez realizado el diagnóstico, dependen primordialmente de lo temprano que se haya descubierto la enfermedad y del tipo de cáncer, pues algunos son más agresivos que otros. Las estadísticas de supervivencia se realizan generalmente en porcentaje de pacientes vivos 5 años después del momento del diagnóstico. Excluyendo los carcinomas de piel que se curan casi en el 100 % de los casos, con las técnicas terapéuticas actuales, el cáncer es curable en aproximadamente el 50 % de los pacientes. Los principales factores que influyen en el pronóstico son:
- La localización del tumor primario.[115]
- El tipo histológico con su grado de diferenciación celular, sus características biológicas y citogenéticas.[115]
- La extensión de la enfermedad.[115]
- La edad del paciente.[115]
- El estado funcional o la reserva fisiológica del paciente.[115]

## Profilaxis

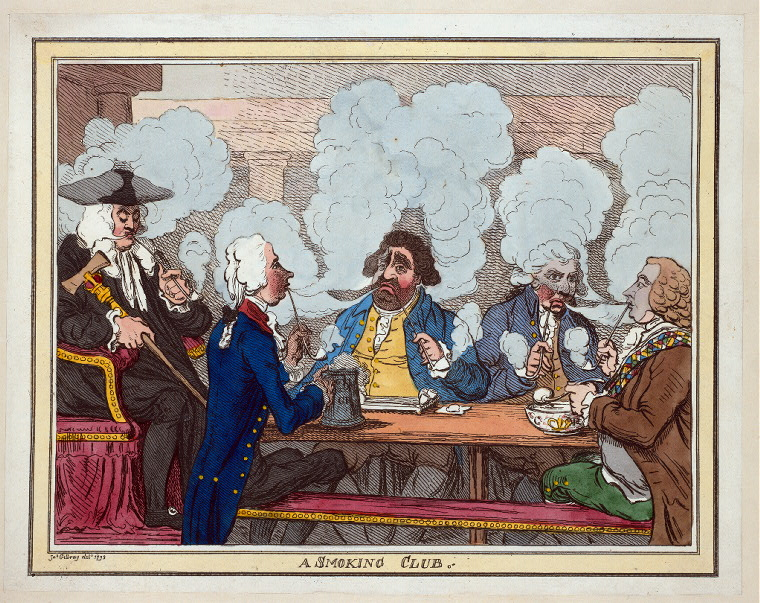
El efecto perjudicial del tabaco puede afectar a los fumadores activos y a quienes se exponen al humo (fumadores pasivos).

Existen diferentes medidas preventivas relacionadas con los hábitos de vida, alimentación y otros factores, que son capaces de disminuir la probabilidad de aparición de cáncer. Las principales son:
- Dejar de fumar: El consumo de tabaco en todas sus formas (cigarrillo, puro, tabaco de pipa) constituye el principal factor de riesgo en la aparición de cáncer de pulmón y hace más probable que surjan otros tumores malignos, entre ellos el cáncer de laringe, cáncer de lengua, cáncer de vejiga y cáncer de riñón. El efecto perjudicial del tabaco afecta no solo a los fumadores activos, sino también a aquellos que se exponen al humo —fumadores pasivos—.[10]

- Dieta saludable: en tal sentido se recomienda que sea variada, con la suficiente cantidad de nutrientes y rica en fruta fresca, verduras y productos confeccionados con harina integral, como pan integral.[117]

- Fibra. El escaso consumo de fibras vegetales favorece la aparición de cáncer de colon, por ello es recomendable una dieta que contenga fibras naturales comestibles, como la celulosa presente en la fruta fresca y la celulosa presente en los panes y harinas integrales, o en el arroz integral.
- Aceite de oliva. Aunque el aceite de oliva disminuye el riesgo de enfermedad cardiovascular e infarto agudo de miocardio por ser rico en ácidos grasos monoinsaturados, no tiene ningún efecto preventivo conocido sobre la aparición de cáncer.
- Micotoxinas. Resultan nocivos los alimentos contaminados por micotoxinas (por ejemplo aflatoxinas), por favorecer la aparición de cáncer de hígado.
- Se desaconseja el consumo asiduo de bebidas alcohólicas, pues incrementa el riesgo de aparición de distintos tipos de cáncer, incluyendo cáncer de laringe, cáncer de esófago y cáncer de mama.
- Evitar la exposición prolongada al sol, o a otras fuentes de radiación ultravioleta, como las lámparas empleadas habitualmente en los salones de bronceado. Estudios epidemiológicos han demostrado una relación causal entre la exposición prolongada a la radiación solar y la aparición de cáncer de piel. Para una persona de tez clara en latitudes subtropicales, como ocurre en gran parte de Argentina, los países mediterráneos, México y el sur de Estados Unidos, al nivel del mar, el tiempo de exposición directo diario recomendable sería de 30 minutos. Después de este plazo se hace necesario el uso de protectores contra la radiación ultravioleta. Las poblaciones de tez más pigmentadas tienen mayor resistencia al efecto de la radiaciones ultravioletas, pero aun así conviene evitar el exceso de exposición.[120]

- Ejercicio físico. El ejercicio físico moderado o intenso, practicado de forma regular, disminuye la probabilidad de aparición de determinados tipos de cáncer, incluyendo cáncer de mama, cáncer de colon, cáncer de endometrio y cáncer de próstata.[118]

- Helicobacter pylori es una bacteria que se encuentra con mucha frecuencia en el aparato digestivo, hasta el punto de que puede afectar al 50 % de la población, está implicada en la génesis de la úlcera péptica y tiene la capacidad de transformar las células gástricas epiteliales y favorecer la aparición de cáncer de estómago.[121]

- Piel. Es recomendable observar el aspecto de la piel periódicamente, sobre todo las manchas o protuberancias nuevas, o aquellas que hayan variado de tamaño, forma o color, las cuales deben ser evaluadas por un médico, con objeto de realizar un diagnóstico temprano del cáncer de piel. Deben prestar especial atención las personas de tez clara, o aquellas que se expongan de forma habitual durante largos periodos a radiación solar sin protección.[122]

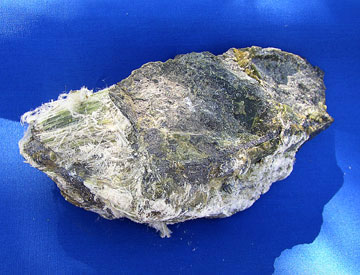
El amianto es un mineral cancerígeno que tiene muchas aplicaciones.

- Evitar la exposición a agentes cancerígenos, muchos de ellos se emplean en determinados procesos industriales. Algunas de las sustancias consideradas como cancerígenos en la actividad laboral incluyen: amianto, arsénico, benceno, berilio, cadmio, cobalto, dibromuro de etileno, gases de motores diésel, fibra de vidrio, formaldehído, polvo de madera, radón, sílice cristalina, cloruro de vinilo y fenoles.[123]

- Las prácticas sexuales deben ser seguras, algunas enfermedades de transmisión sexual pueden aumentar la probabilidad de que aparezcan ciertos tipos de cáncer, por ejemplo la hepatitis C y la hepatitis B, el virus de papiloma genital, o el VIH, los enfermos con sida tiene predisposición al sarcoma de Kaposi, linfoma y cáncer de cuello de útero.[124]

- Vacunación: Las vacunas para algunos virus, pueden prevenir determinados tipos de cáncer. Por ejemplo la vacunación universal contra la hepatitis B, puede reducir la incidencia de hepatocarcinoma. Existe una vacuna recientemente aprobada contra el virus del papiloma humano para evitar la aparición del cáncer de cuello de útero.[125]

### Screening
El screening consiste en detectar signos de una enfermedad en personas sanas que aparentemente no muestran ninguna manifestación de ella, con la finalidad de tratarla en fases precoces, cuando es más probable lograr la curación. En el campo de la oncología se ha demostrado que es útil realizar screening para la detección precoz del cáncer de mama, cáncer de cérvix y cáncer colorrectal. Sin embargo, actualmente no se recomienda para otros tipos de cáncer, como el cáncer de pulmón y el cáncer de páncreas, pues no se ha logrado mejorar la supervivencia de los pacientes.
- Cáncer de cuello de útero. Se recomienda realizar la Prueba de Papanicolaou o citología de cérvix, a todas las mujeres a partir de los 25 años, o a los tres años de inicio de las relaciones sexuales. Se aconseja repetir la prueba al año, y si los dos primeras resultados son negativos realizarla cada tres años hasta los 65.[127]

- Cáncer de mama. El screening se realiza mediante mamografías. Generalmente cada dos años entre los 50 y 70 aproximadamente. En algunas circunstancias especiales, como trastornos genéticos que aumentan la probabilidad de desarrollar cáncer de mama, las pruebas pueden realizarse a edades más tempranas y con mayor frecuencia.[128] Existen discrepancias en la comunidad científica sobre la utilidad del screening del cáncer de mama mediante mamografía. Una revisión Cochrane del año 2011, llegó a la conclusión de que con las técnicas actuales de screening, no existen diferencias claras en la tasa de supervivencia.[129]

- Cáncer de colon. Aunque no existe un consenso generalizado, se aconseja realizar el screening a personas de más de 50 años, aquellos que presenten colitis ulcerosa, enfermedad de Crohn u otra enfermedad que haga más probable la aparición del cáncer, así como a los familiares directos de pacientes ya diagnosticados. Se lleva a cabo mediante la prueba de sangre oculta en heces, y si esta es positiva se practica colonoscopia. En ocasiones se realiza directamente la colonoscopia.[130]

- Cáncer de estómago. El cribado del cáncer de estómago mediante la realización de gastroscopia no se ha demostrado de utilidad aplicado a la población general. Sin embargo, si puede ser útil en determinados grupos de riesgo, como familiares de primer grado de pacientes afectados, o en países donde existe alta incidencia de este tumor, como Japón.[131]

## El cáncer en el mundo animal

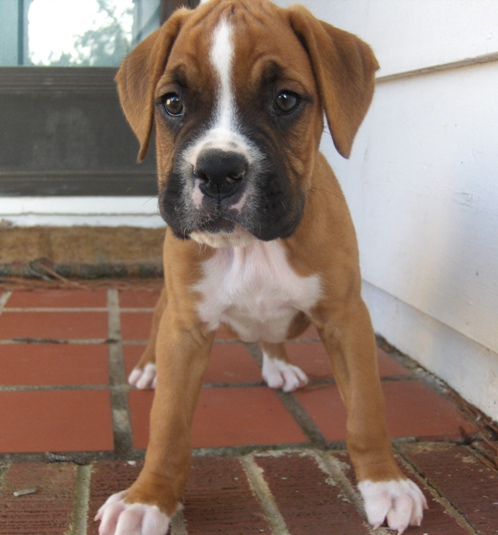
Los perros de raza bóxer son propensos a desarrollar cáncer, por lo que se recomienda mantenerlos alejados de ambientes contaminados por humo de tabaco.

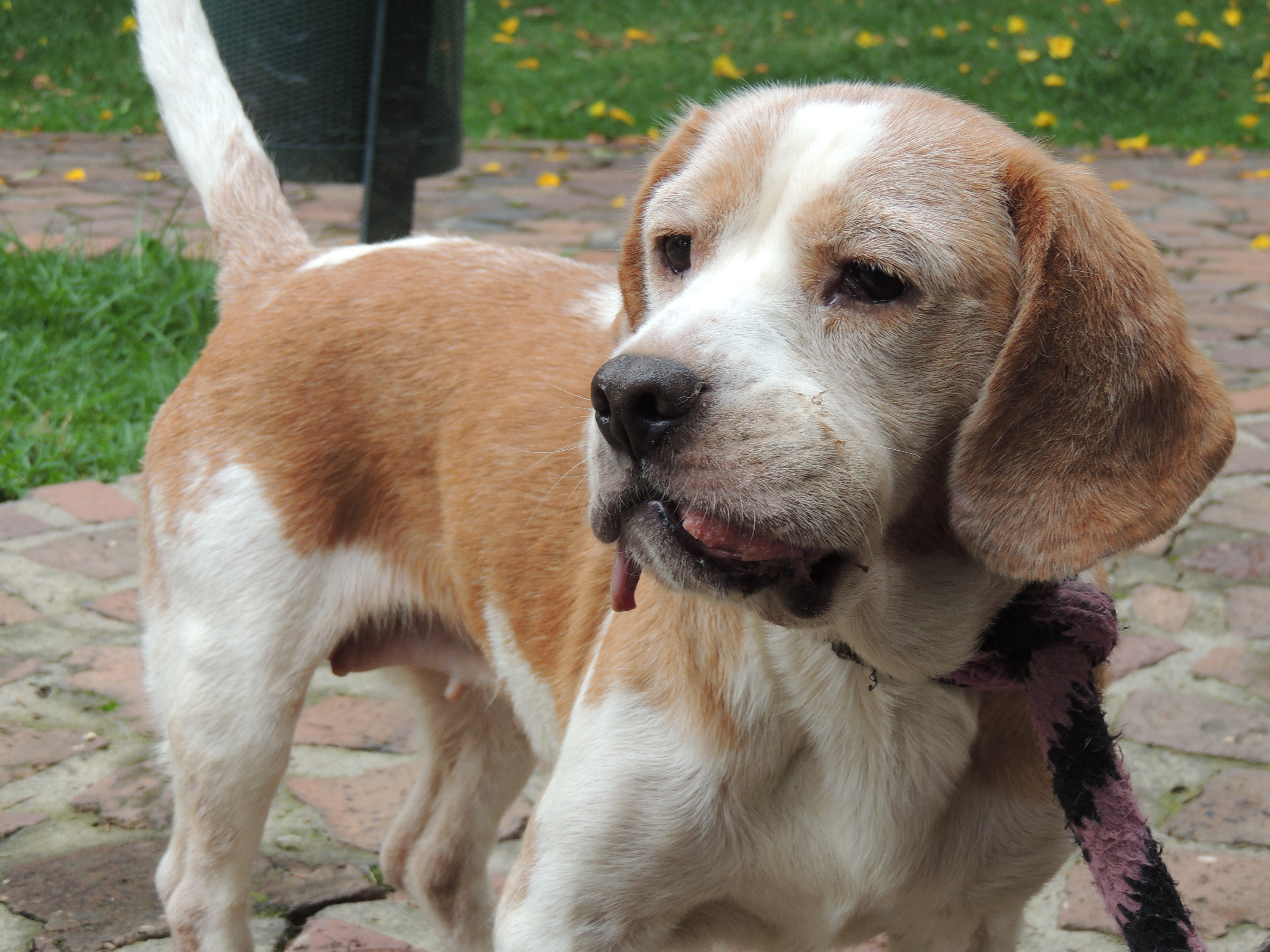
Beagle bicolor de 10 años con un tumor en la mandíbula.

Los animales pueden desarrollar cáncer de la misma forma que los humanos, si bien en cada especie se presenta la enfermedad con unas características propias. La base del tratamiento veterinario es similar a la que se realiza en humanos: cirugía, quimioterapia y radioterapia. No es infrecuente que se plantee la posibilidad de amputación de una extremidad para salvar la vida del animal, en los linfomas, sin embargo, la única opción terapéutica es la quimioterapia.
- Gato. En el gato, los tumores malignos más frecuentes son las leucemias y linfomas, los cánceres de piel y los tumores mamarios, estos últimos son más habituales en razas de pelo corto y gato siamés. Las gatas que han sido castradas tienen una probabilidad muy baja de desarrollar cáncer mamario si se las compara con los animales intactos. Los gatos de color blanco son más propensos al cáncer de piel por lo que se recomienda a sus amos que los protejan contra luz del sol. La alta incidencia de linfomas en el gato está en gran parte facilitada por la infección por el virus de la leucemia felina y el virus de la inmunodeficiencia felina, que son virus oncogénicos. Las manifestaciones de los linfomas son muy variadas, pero frecuentemente se producen linfomas intestinales que provocan náuseas, vómitos, heces con sangre y pérdida de peso progresiva en el animal.[133] En estudios rigurosos se ha demostrado que la incidencia de cáncer de boca en gatos que viven en ambientes contaminados por humo de tabaco es más alta que la que presentan los animales que viven en hogares donde no se fuma.[134]

- Perro. En el perro el cáncer más frecuente es el de mama, seguido por el de piel. Otros tipos habituales son los de aparato digestivo y aparato genital en machos. La edad media de aparición son los nueve años, aunque pueden ocurrir a cualquier edad. En general los animales de razas puras son más propensos que los mestizos, determinadas razas están predispuestas a la aparición de ciertos tumores por motivos genéticos, el bóxer por ejemplo es afectado frecuentemente por cáncer de piel, el fox terrier por tumores testiculares, mientras que el dogo, rottweiler, mastín y otros perros de gran tamaño por tumores óseos.[135] Un tipo de cáncer específico de los perros es el tumor venéreo transmisible que afecta al área genital y es transmisible durante la cópula.[136]

- Demonio de Tasmania: En esta especie animal, se presenta un tipo particular de cáncer que se caracteriza por ser contagioso; las células cancerígenas pueden transmitirse de un individuo a otro a través de heridas o lesiones por mordedura. Este cáncer produce la enfermedad de tumores faciales del demonio de Tasmania, la cual afecta tanto a hembras como a machos de esta especie (Sarcophilus harrisii).[137]

## Tumores en el mundo vegetal
Los vegetales presentan a veces tumoraciones que pueden perjudicar su desarrollo y se conocen como agallas o fitomas. Están causados por larvas de insectos, nemátodos, hongos o por determinadas bacterias como agrobacterium tumefaciens.

## Terminología
Sin texto en la sección "Terminología" del artículo 'CÁNCER'.